# 澎湖海战
澎湖海戰，又稱施琅攻臺，是清朝军队消滅明鄭政權之關鍵戰役，主要战场为澎湖群島。1683年（康熙二十二年）福建水師提督施琅在澎湖海域與明鄭水軍對戰，清軍先敗而後勝，明鄭統帥劉國軒集潰勇從澎湖吼門水道逃竄。劉國軒戰敗消息一出，明鄭內部無心抵抗清軍，未久延平郡王鄭克塽率眾薙髮降清，南明最後一個勢力鄭氏政權自此覆亡，結束在台灣22年統治。

## 戰前情勢

### 三藩之乱
三藩之乱时期，入主中原不久的清朝因根基不稳，且与南明各地势力战火不断，因此对割据闽台一方的明鄭基本采取和谈为主的策略。康熙六年（1667）清廷曾派总兵孔元章赴台湾招抚。并答应若郑经归顺，可封“八闽王”并继续统领闽台属地，但郑经拒绝。
康熙八年（1669年），康熙帝除去鳌拜开始亲政。随即令刑部尚书納蘭明珠南下福建并作出重大让步，允许郑氏封藩，并可世守台湾。郑经自比朝鲜国王，回称：“苟能照朝鲜事例，不削发，称臣纳贡，尊事大之意，则可矣”。康熙帝覆：“若郑经留恋台湾，不思抛弃，亦可任从其便。至于比朝鲜不剃发，愿进贡投诚之说，不便允从。朝鲜系从未所有之外国，郑经乃中国之人”，此時康熙帝反对将台湾作为属国，实际上将和谈否决。
康熙十一年（1674年4月21日），清朝靖南王耿精忠起兵反清，隔海邀請鄭經西征。鄭經渡海後，击败耿精忠、尚之信，佔領漳州、泉州、潮州、惠州和汀州。腹背受敵的耿精忠只好降清。耿精忠降清後，獨自面對清朝軍隊的鄭經節節敗退，最後退回廈門。康熙十四年（1677年）清朝與鄭經展開和談，清朝康親王傑書許諾，若鄭經從中國沿海的島嶼撤退，就答應比照朝鮮，讓東寧成為清朝藩屬，並與東寧通商，永無猜嫌。康熙十五年（1678年）清朝將領賴塔給鄭經的書信中聲稱，如果鄭軍肯退守台灣，則鄭氏可永據台灣，与朝鮮、日本地位相同，不必剃髮易衣冠、稱臣納貢全凭自愿。但鄭經索要海澄為互市，导致谈判破裂。
康熙十六年（1679年）後，在清康親王的推動之下，清朝承諾鄭經，臺灣（以澎湖為界）可以援「朝鮮例」、「不薙髮」、僅稱臣納貢、兩岸開放通商。康熙二十二年（1683年），福建巡撫姚啟聖主導最後一次議和，再次表達清朝政府願意讓臺灣成為東南沿海的朝鮮，願意讓當時在位的鄭克塽效仿朝鮮的箕子，成為大清朝東南沿海的屏障，世守臺灣，然而鄭克塽未予回應。

### 提案進攻
康熙十六年（1677年），清朝恢復福建水師體制。康熙十八年（1679年），任命湖南岳州水師總兵官萬正色為福建水師提督。至是年年底，福建水師有戰船240艘，官兵28,580名。
康熙十九年（1680年），鄭經和清朝戰爭失利，放棄廈門、金門，退往台灣。
福建總督姚啟聖打算趁勢進攻台灣，但遭福建水師提督萬正色反對，加上一些大臣支持萬正色，康熙帝也顧慮未解決西南吳世璠，決定暫緩進攻。
康熙二十年（1681年），鄭經中風而死。明鄭政變，年僅12歲的鄭克塽繼任延平王，馮錫範、劉國軒掌握實權，明鄭官員向心力開始動搖，傅為霖負責與清朝談和，甚至願當內應。姚啟聖認為是時候進攻台灣，但萬正色反對出兵。姚啟聖知道施琅仇視明鄭，必能幫助他擊敗鄭軍，便向康熙帝推薦施琅。康熙帝不滿萬正色反戰，便同意施琅擔任水師提督，萬正色調任陸師提督。

### 施姚爭權
按照康熙皇帝規劃，應由姚啟聖、萬正色、巡撫吳興祚一起商討作戰，施琅卻打算排除姚啟聖等人的節制，以便能全權進攻台灣，不過康熙帝只同意吳興祚負責後勤，仍然命令姚啟聖和施琅共同出兵。
康熙二十一年五月初五（1682年6月10日），清軍抵達銅山島，姚啟聖和施琅卻在爭執出兵時機，姚啟聖主張利用冬天的北風，施琅主張利用夏天的南風，導致清軍無法順利出兵。
最後康熙帝於十月初六（11月15日）裁定施琅負責前線作戰，姚啟聖改任後勤作業，才讓施琅如願取得統帥權。
十一月初三（12月1日）施琅率領約21,000人，軍艦238艘前往興化平海衛訓練軍隊。
姚啟聖軍權旁落後，為避免施琅獨得戰功，轉而和明鄭談判。但是施琅主戰意志堅決，且負責談判的劉國軒不接受剃髮易服，談判因此破裂。
康熙二十二年五月廿三日（1683年6月17日）康熙帝下令施琅盡速進攻，因此爆發六月（陽曆7月）的澎湖海戰。

### 鄭軍動向
永曆三十三年（1679年）起，清朝實施遷界令，嚴重打擊明鄭的貿易，糧食補給也出現問題，鄭經下令每戶人家每個月必須多繳一斗米，將領也必須用自己的俸祿充軍，仍沒辦法解除危機。當時英國商館就如此看待明鄭：
「台灣王之境況甚不安定，不易抵抗滿清人，滿清人常施恫赫，國王因其財富被消耗，故每日向人民橫徵暴斂，亦不能使軍隊滿意。是以我國不惟受敵人（清軍）之威脅，亦恐軍隊（鄭軍）因缺餉而叛變。」
永曆三十四年（1680年）鄭經退守台灣後，澎湖成為前線要地，防守卻很薄弱。直到十月，施琅抵達廈門以及傅為霖為清軍內應事情爆發，劉國軒才前往澎湖強化守備。劉國軒抵達澎湖後，在娘媽宮、風櫃尾、四角嶼、雞籠嶼築城；東蒔、西蒔、內塹、外塹、西嶼頭、牛心山設置砲台。同時在海邊建造矮牆並配置火銃，阻止清軍登陸。
永曆三十七年（1683年），劉國軒得知施琅準備進攻，便從台灣島調度鄉兵到澎湖，並將商船以及私人用船都改為軍艦，準備決戰。

## 戰爭經過
康熙二十二年六月十四日（1683年7月8日），施琅從銅山島出發，姚啟聖也撥3,000人同施琅出征。十五日（9日）鄭軍哨船發現清軍已到花嶼、貓嶼一帶，趕緊回報劉國軒，當晚清軍在八罩島過夜。
十六日（10日）施琅進攻娘媽宮，以速度快的鳥船當作先鋒。劉國軒讓林陞、江勝指揮水軍；邱輝為先鋒，自己在娘媽宮港口督戰。當時受風勢阻擾，清軍不敢前進，只有以藍理為首的7隻艦隊突入鄭軍。
施琅再派出第二波鳥船部隊，交戰不久後開始漲潮，一些清軍船隻被海水沖向岸邊，鄭軍趁勢將艦隊分成兩翼包圍清軍。
施琅見狀趕緊突入鄭軍，想解救被圍困的船隻，卻被林陞率軍包圍。施琅在交戰中被火銃射傷右眼，不過沒有失明；
林陞也被大炮打斷左腿。林陞負傷讓鄭軍失去指揮，施琅藉機撤離戰場，到西嶼附近的海上休息。
施琅於十七日（11日）返回八罩島，八罩島地形險惡，船隻遇暴風很容易撞上島邊的暗礁，農曆六月又是容易發生颱風的時節，施琅卻很幸運沒碰到颱風。劉國軒得知清軍在八罩島休息，親自進攻卻被施琅擊退。
施琅趁勢於十八日（12日）先派戰船攻取澎湖港外虎井嶼、桶盤嶼。
二十二日（16日）早七時，施琅決定發動總攻擊，將艦隊分成三路進攻，剩下約80艘當後援部隊，搭配採用以眾擊寡的「五點梅花陣」，即是五艦結為一隊攻東寧的一艦：
- 中路：共有56艘船，分成8隊，每隊有7艘船。由施琅親自指揮，作為主力進攻娘媽宮。
- 右路：共有50艘船，由總兵陳蠎等從澎湖港口東側東蒔攻入雞籠嶼、四角嶼，之後會合中央部隊夾攻鄭軍。
- 左路：共有50艘船，由總兵董義等從澎湖港口西側內塹攻入牛心灣，讓鄭軍誤判清軍要在此地登陸。[28]

天亮前，開始颳起颱風。辰時（7時—9時）受颱風影響，海上吹起西北風，鄭軍順著風勢進攻，一時處於優勢，清將朱天貴被炮擊而死。到了中午，颱風受到赤道鋒面帶的影響，海上開始吹南風，風向轉變成對清軍有利。施琅命令全軍反攻，順著風勢發射各種火器，並且以數船圍攻鄭軍一船，鄭軍全面崩潰，江勝戰死、邱輝自焚。共斃傷鄭軍1,2000人，俘5,000餘人。擊毀、繳獲戰船190餘艘。劉國軒眼見大勢已去，率領殘餘部隊從北面吼門退往台灣，澎湖各島鄭軍都向施琅投降。清軍陣亡329人，傷1,800餘人。

## 戰後結果
施琅戰勝後，考慮台灣水道險惡，進軍困難。施琅決定暫緩進攻，採取攻心戰術，讓明鄭從內部崩潰。施琅在澎湖禁止殺戮，張榜安民；發佈《安撫輸誠示》。派原劉國軒副將曾蜚赴台。派人醫治受傷戰俘，並配給他們衣服、糧食，再將士兵送回台灣。還拉攏鄭軍將領為內應，防守淡水的何佑首先私通施琅，其他將領也跟進。
鄭軍戰敗消息傳到台灣，人心開始不安。為了延續政權的生存，有將領提出進攻呂宋島，得到馮錫範同意。卻傳出遠征軍只想搶劫，還打算逃往海外，因此劉國軒阻止此計畫。六月廿七日（7月21日），寧靖王朱術桂自縊殉國。七月十三日(9月3日)，施琅率軍在台灣登陸。
後來在劉國軒大力主張下，鄭克塽於七月十五日（9月5日）向施琅投降，並於八月十八日（10月8日）剃髮易服，明鄭正式滅亡。
鄭克塽投降後，清廷為了是否把台灣併入版圖產生爭論，不少大臣認為台灣孤懸海上，治理以及防守花費不小，主張棄守。最後施琅上奏〈恭陳臺灣棄留疏〉以台灣戰略地位重要，說服清廷將台灣併入版圖。

## 傳說
依據《天妃顯聖錄》記載：施琅進攻澎湖時，抵達八罩島，島上缺乏淡水。清軍挖開退潮後的沙地，發現有淡水可供飲用。媽祖還告訴清軍「二十一日必得澎湖，七月可得臺灣。」和鄭軍決戰的日期，清軍將士還看到媽祖現身。施琅認為是媽祖庇佑清軍戰勝，因此於康熙二十三年（1684年），康熙帝加封媽祖為“護國庇民妙靈昭應仁慈天后”。

### 引用
1. ↑  貿易史料，第41页，據英國商館記錄，陽曆的戰鬥日期為6月30日—7月7日
2. ↑  靖海紀事，第19頁，〈舟師北上疏〉。此戰清軍兵力還有其他說法：
閩海紀要記載60,000人、軍艦600艘；《清史稿·卷一百三十五·兵六》記載20,000人、軍艦300艘；貿易史料記載原有軍艦400艘，後來增援200艘；靖海志、海紀輯要，第76頁記載軍艦500艘
3. ↑  貿易史料，第41頁記載鄭軍只有40~50艘船。周雪玉 1990，第107頁懷疑，施琅虛報鄭軍兵力以便誇大戰績
4. 1 2  靖海紀事，第36页，〈飛報大捷疏〉
5. ↑  靖海紀事，第28,32页，〈飛報大捷疏〉
6. ↑  史料选辑，第85页
7. ↑  宋貴龍.  (碩士论文). 高雄市: 國立中山大學中山學術研究所. 2008年  [2021-06-30]. （原始内容存档于2021-07-24） （中文（臺灣））.
8. ↑  蘇軍瑋.  (PDF). 《展望與探索》. 2007年11月, 第五卷 (第十一期): 第71,82頁  [2021-06-30]. （原始内容存档 (PDF)于2021-02-11）.
9. ↑  任力（1996年），第30页
10. ↑  陳正在，《台灣海疆史》，第101頁
11. ↑  周雪玉（1990年），第65页
12. ↑  靖海志，第93页
13. ↑  鄭氏亡事，第22页
14. ↑  周雪玉（1990年），第73-74页
15. ↑  鄭氏亡事，第24页
16. ↑  鄭氏亡事，第27页
17. ↑  臺灣外記，第354-355页
18. ↑  貿易史料，第16页
19. ↑  周雪玉（1990年），第92-94页
20. ↑  靖海紀事，第27页，〈飛報大捷疏〉
21. 1 2  靖海志，第94页
22. ↑  盧建榮，《入侵台灣》，頁76及頁85
23. 1 2 3  靖海紀事，第28页，〈飛報大捷疏〉
24. ↑  靖海志，第95页
25. 1 2  鄭氏始末，第77页
26. 1 2 3 4  任力 1996，第33頁
27. ↑  周雪玉（1990年），第99-100页
28. ↑  任力（1996年），第32页
29. ↑  周明德（1987年），第71-73页
30. 1 2  閩海紀要，第76页
31. ↑  靖海紀事，第35页，〈飛報大捷疏〉
32. ↑  周雪玉（1990年），第103页
33. ↑  臺灣外記，第427页
34. ↑  閩海紀要，第77页
35. ↑  石萬壽. . 台北: 台灣大百科全書 - 文化部國家文化資料庫. 2009-11-18  [2017-07-21]. （原始内容存档于2020-06-09）.
36. ↑  王禮 主修，陳文達、林中桂、李欽文、張士箱 編纂 ；臺灣史料集成編輯委員會 編輯.  原版約刊行於康熙五十九年（1720年）. 台北: 行政院文化建設委員會、遠流出版公司. 2005-06-30: 279頁. ISBN 986-00-1269-5.
37. ↑  靖海紀事，第44页，〈臺灣就撫疏〉
38. ↑  靖海紀事，第51页，〈舟師抵臺灣疏〉
39. ↑  天妃顯聖錄，第12-13页
40. ↑  蔡相煇. . 秀威出版. 2006年10月: 158–164頁. ISBN 978-986-6909-08-5.
41. ↑  駱芬美. . 時報文化. 2013年2月: 179頁. ISBN 978-957-13-5728-7.

### 书目
- 李元度、許毓良 編：《國朝先正事略》1864年
- 夏琳. . 臺灣文獻叢刊第22種. 臺北市: 台灣銀行經濟研究室. 1958年 –臺灣文獻叢刊資料庫系統.
- 夏琳. . 臺灣文獻叢刊第11種. 臺北市: 台灣銀行經濟研究室. 1958年 –臺灣文獻叢刊資料庫系統.
- 施琅. . 臺灣文獻叢刊第13種 –臺灣文獻叢刊資料庫系統.
- 沈雲. . 臺灣文獻叢刊第15種 –臺灣文獻叢刊資料庫系統.
- 彭孫貽. . . 臺灣文獻叢刊第35種 –臺灣文獻叢刊資料庫系統.
- 江日昇. . 臺灣文獻叢刊第60種 –臺灣文獻叢刊資料庫系統.
- 不著撰人. . 臺灣文獻叢刊第77種 –臺灣文獻叢刊資料庫系統.
- 不著撰人. . 臺灣文獻叢刊第174種 –臺灣文獻叢刊資料庫系統.
- 岩生成一 (编). . 臺灣研究叢刊第57種. 由周學普翻译. 台灣銀行經濟研究室. 1959年. OCLC 609484132.
- 廈門大学台湾研究所; 中國第一歴史檔案館編輯部 (编). . 《清代台湾档案史料丛刊》. 福建人民出版社. 1983年  [2021-06-30]. OCLC 645917485. （原始内容存档于2021-08-08）.
- 周雪玉. . 臺原. 1990年. ISBN 978-957-9261-01-2.
- 任力; 吳如嵩. . 《明報月刊》. No. 4月號 (香港). 1996年. 原載《战略与管理》1996年第1期 （页面存档备份，存于）
- 盧建榮：《入侵台灣：烽火家國四百年》，麥田 ，1999年，ISBN 978-957-708-916-8
- 陳正在：《台灣海疆史》，楊智文化，2003年，ISBN 978-957-818-480-0
- 周明德. . 《臺灣風物》. 1987年9月, 37 (3期).
- 葉振輝：〈1683年鄭清澎湖之役勝敗分析〉，《澎湖研究第一屆學術研討會論文輯》